# Reskuporis II
Reskuporis II, właśc. Tyberiusz Juliusz Reskuporis II Filokajsar Filoromajos Eusebes (gr.: Τιβέριος Ἰούλιος Ῥησκούπορις Φιλόκαισαρ Φιλορώμαίος Eυσεbής, Tibérios Ioúlios Rēskoúporis Filókaisar Filorṓmaíos Eusebḗs) (zm. 227) – król Bosporu z dynastii Asandrydów od 211 do swej śmierci. Syn króla Bosporu Tyberiusza Juliusza Sauromatesa II Filokajsara Filoromajosa Eusebesa i nieznanej z imienia królowej.
Reskuporis II był prawdopodobnie jedynym synem Tyberiusza Juliusza Sauromatesa II. Otrzymał imię na cześć Tyberiusza Juliusza Reskuporisa I, dalekiego przodka ojcowskiego i poprzedniego króla Bosporu. Przez tego przodka Reskuporis II był potomkiem wodzów macedońskich Antygona I Jednookiego, Antypatra oraz Seleukosa I Nikatora. Ci trzej służyli królowi Aleksandrowi III Wielkiemu. Wcześniejszy przodek, król Pontu Mitrydates II poślubił księżniczkę Laodikę, siostrę króla państwa Seleucydów Seleukosa II Kallinikosa i ciotkę króla Antiocha III Wielkiego. Reskuporis miał także przodków z innych dynastii i rodów: trackiej dynastii sapejskiej, rzymskiego rodu Antoniuszów. Poprzez triumwira rzymskiego Marka Antoniusza, był spokrewniony z różnymi członkami rzymskiej dynastii julijsko-klaudyjskiej, rządzącej Imperium Romanum.
Kiedy ojciec Sauromates II zmarł w 211 r., Reskuporis II wstąpił po nim na tron bosporański. Panował królestwem aż do swej śmierci w 227 r. Tytuł królewski na jego zachowanych monetach w języku greckim brzmi ΒΑCΙΛΕѠC ΡΗCΚΟΥΠΟΡΙΔΟC („[Moneta] króla Reskuporisa”).
Niektórzy uczeni uważają, że Reskuporis II rządził razem z synem Tyberiuszem Juliuszem Reskuporisem III w tych samych latach. Z dużym prawdopodobieństwem mamy tu do czynienia z rozbiciem jednej osoby na dwie. Ten błąd powstał w wyniku różnicy zachowanych monet. Reskuporis był współczesny panowaniu cesarzy rzymskich Karakalli, Makrinusa, Heliogabala i Aleksandra Sewera.
W 221 r. w mieście portowym zlokalizowanym nad Morzem Czarnym zwanym Amastris (ob. Amasra) została ufundowana honorowa inskrypcja dedykowana Reskuporisowi II. Napis opisuje króla, jako:
„Król Bosporu i otaczających ethne [ludów], Filoromajos [Przyjaciel Rzymian], i Filhellen [Przyjaciel Greków]”.
Poza tą informacją mało wiemy na temat życia i panowania króla. Reskuporis II z nieznaną z imienia żoną i królową miał zapewne dwóch synów, przyszłych królów Bosporu: dowodnego Tyberiusza Juliusza Kotysa III i prawdopodobnego Tyberiusza Juliusza Sauromatesa III.